# Attacco 2:2

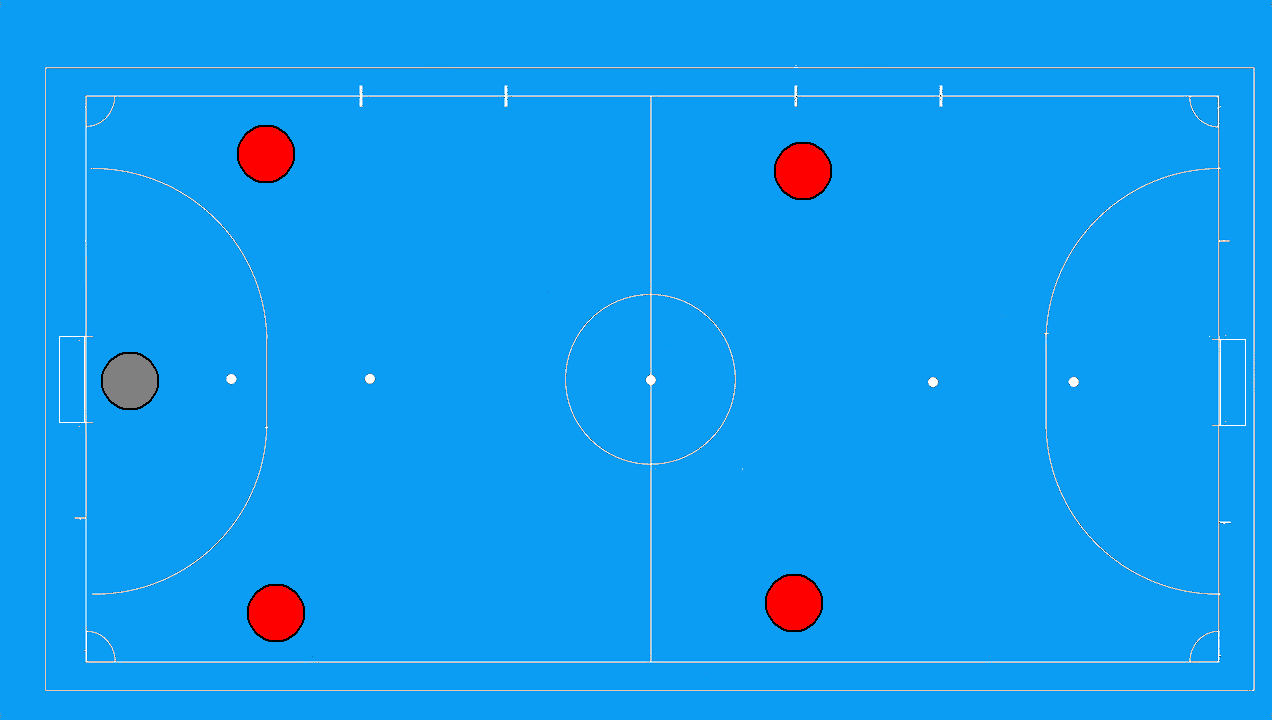
L'attacco 2:2

L' Attacco 2:2 è un sistema di attacco adottato nel calcio a 5 che consiste nello schierare i quattro giocatori di movimento in modo da formare un quadrilatero i cui lati sono paralleli ai quattro lati del campo.
Questo modulo di gioco viene considerato  come un gioco che permette di aprire facilmente la difesa avversaria, pur rimanendo altamente rischioso se si realizza a metà campo perché non permette una conclusione rapida, dato che tutti i giocatori della squadra sono ancora lontani dalla porta avversaria e le linee d'attacco molto separate. Quest'ultima caratteristica impedisce una copertura efficace in caso di perdita della palla. Il gioco frutta invece con giocatori tecnicamente validi, in grado di saltare l'uomo e di tirare efficacemente dall'esterno.

## Principi
I principi su cui si basa questo tipo di gioco sono essenzialmente l'utilizzo contemporaneo di due giocatori dalle spiccate caratteristiche offensive e la possibilità costante di trovare profondità, questo si ottiene se gli attaccanti adempiono all'obiettivo di relazionarsi costantemente con la posizione della sfera, in modo da concedere al portatore di palla sempre sia la soluzione lungolinea che il passaggio centrale. La principale caratteristica, ovvero le due armi d'attacco, si rivelano importanti anche quando termina l'azione, i due giocatori possono immediatamente rimanere in pressing per recuperare la sfera. Le altre principali caratteristiche sono:
- La facilità nello scambiarsi di posizione tra i due pivot, giocando più vicini che in altri moduli.
- La possibilità più concreta di un appoggio per il giocatore avanzato che riceve palla.
- Aumento delle possibilità di combinazione a due tra difensore ed attaccante sulla medesima fascia.

## Svantaggi
Il principale svantaggio è legato al rischio del poco spazio negli ultimi metri, perché il gioco di partenza prevede una certa densità in zona d'attacco, costituita dai due propri giocatori avanzati, più almeno i due marcatori corrispondenti, questo inficia anche gli inserimenti da dietro.
I gioco d'attacco 2:2 vive su di un sottile equilibrio tra staticità e dinamicità: il sopravvento della prima, dovuto al rispetto delle posizioni di maggiore efficacia, fa scadere la manovra nella prevedibilità; l'eccessiva dinamicità fa sì che i giocatori spesso non si trovino nelle posizioni di maggiore efficacia. Un'altra caratteristica importante è che le ampie distanze fra i giocatori, sia della medesima linea che di linee diverse, non consentono una grande fluidità di gioco e aumentano la possibilità di intercetto da parte degli avversari.